# Vote de Langer
Un vote de Langer est une façon particulière de voter dans le système électoral australien, qui utilise le vote préférentiel. Dans ce système, chaque électeur doit normalement donner son ordre de préférence pour tous les candidats en lice, en numérotant chacun d'eux, la séquence indiquée ne pouvant comporter de nombre omis ou dupliqué. Dans un vote de Langer, la séquence est volontairement interrompue à partir d'un certain rang, et l'ordre de préférence est alors répété pour tous les candidats restants. L'ordre de préférence d'un vote de Langer peut se présenter par exemple ainsi : « 1, 2, 3, 4, 4, 4, . . ., etc ». Cette façon de voter fut largement popularisée par Albert Langer, un activiste politique australien, comme une façon, pour un électeur, de limiter son vote à ses partis préférés, en ignorant l'obligation légale de numéroter sur le bulletin de vote l'ensemble des candidats.
Par exemple, lors d'une élection comportant cinq candidats, un bulletin de vote rempli « 1, 2, 3, 3, 3 » ne classe que deux candidats. Les trois derniers candidats ne reçoivent aucune préférence. À l'époque, cela était généralement considéré comme un vote valide. Si ce point de vue avait été maintenu, les électeurs auraient pu créer de facto un système de vote préférentiel optionnel, ce que le système existant voulait exclure.
Le vote de Langer fut invalidé par les amendements à la loi électorale votés le 17 juillet 1998. Ce vote est maintenant considéré comme un vote nul. Avant 1998, de tels bulletins étaient dépouillés comme les autres bulletins jusqu'à ce que la répétition de la préférence fût atteinte. Ils étaient alors exclus des dépouillement ultérieurs et marqués « épuisés ». Jusqu'en 1993, les votes de Langer demeurèrent rares, atteignant 7 325 aux élections de cette année-là. En 1996, vraisemblablement à cause de l'action en justice fortement médiatisée engagée contre Albert Langer, et plus particulièrement à cause de son emprisonnement, il y eut un accroissement impressionnant de ces votes, qui atteignirent 48 979. Depuis les modifications électorales de 1998, qui assimilent les votes de Langer à des votes nuls, le nombre en a considérablement décru.
Cette méthode de vote prônée par Langer est considérée comme illégale par l'article 329 de la loi électorale australienne. Cet article dit : « C'est un délit d'imprimer, de diffuser ou de distribuer tout matériel ou chose susceptible de tromper ou d'induire en erreur l'électeur dans son acte de voter ». En effet, présentée comme une façon pour l'électeur de sélectionner ses partis préférés, cette méthode revient à le faire voter nul.
En revanche, en abrogeant le troisième alinéa de l'article 329 de la loi électorale, la Cour suprême du Victoria a considéré que « ce n'est pas un délit de voter nul dans une élection fédérale, pas plus que d'encourager les autres votants à faire de même ».